# Цора

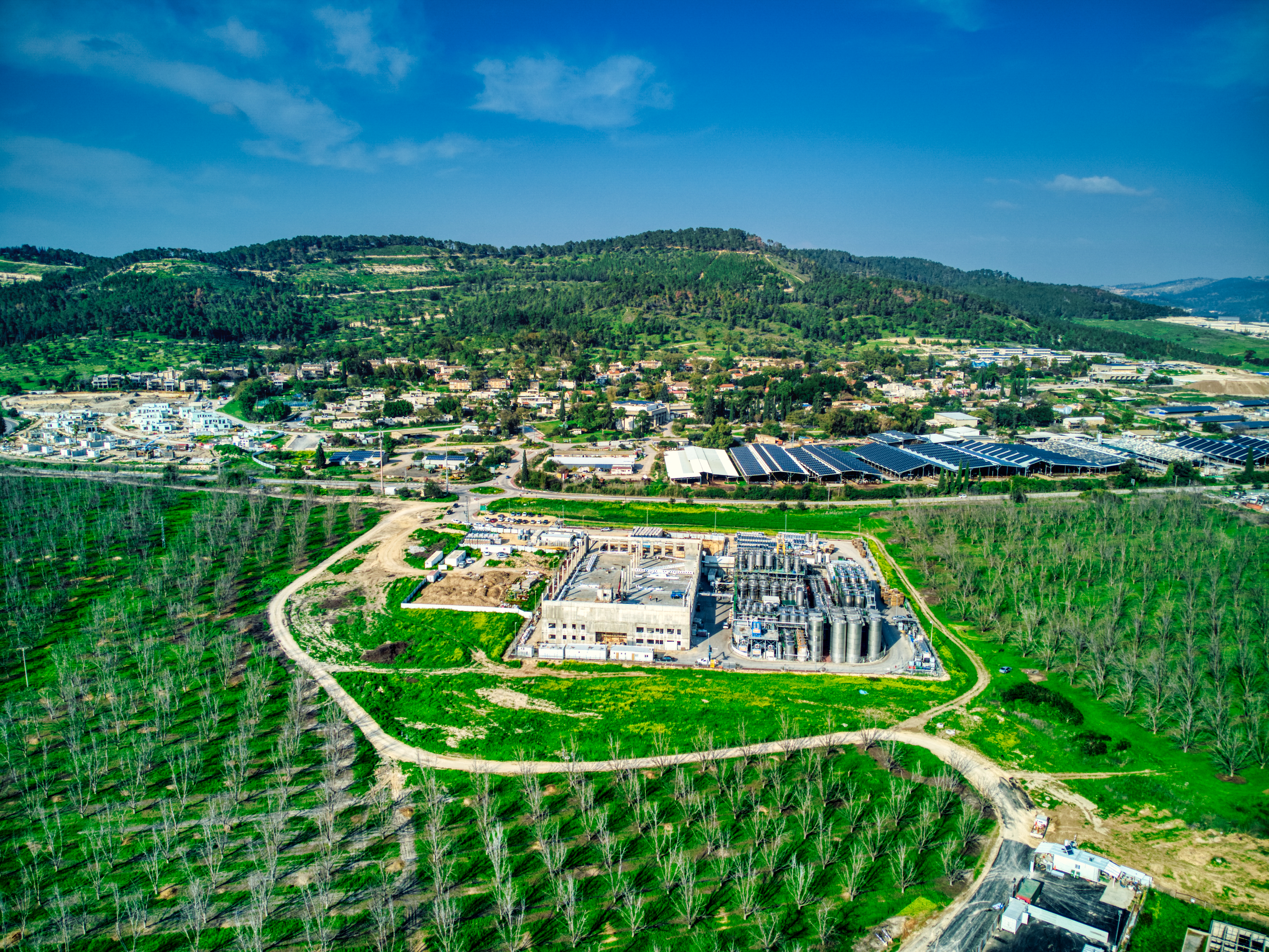
Кибуц Цора и винодельня Теперберг 1870 года постройки

Цора (ивр. צרעה‎) — кибуц в центральной части Израиля. Расположен примерно в 20 км от Иерусалима, недалеко от города Бейт-Шемеш. Он находится под юрисдикцией регионального совета Мате-Иегуда. В 2020 году его население составляло 930 человек.

## Этимология
Кибуц назван в честь библейской деревни Цора, которая, возможно, была ханаанским городом. Название было взято из библейской книги Судей (13:25): «И дух Господень начал временами побуждать его (Самсона) к действию в стане Дана, между Цорой и Эштаолом».

## История
Цора расположена примерно в 2 км к юго-западу от Тель-Цора. Тель-Цора — вероятное местоположение библейской деревни Цора.

### Эпоха Второго Храма
Ритуальная купальня, относящаяся к периоду Второго Храма, была обнаружена недалеко от кибуца Цора во время археологических раскопок, проведенных управлением древностей Израиля в 2011 году.

### Современная эпоха
Кибуц основан в декабре 1948 года бывшими членами Пальмаха.
В 1980-х годах в кибуцу действовал радиолюбительский клуб под названием 4Z4YJ.В начале 2000-х годов в Цоре была проведена приватизация жилого фонда общины, при этом с доходов взимался общинный налог, а оставшаяся часть удерживалась членами общины в качестве дохода. В апреле 2008 года кибуц был полностью приватизирован.

## Население
По данным Центрального статистического бюро Израиля, население на начало 2020 года составляло 930 человек.

## Экономика
Одной из основных отраслей экономики кибуца была компания Tzora Furniture Ltd., которая начала свою деятельность в 1957 году как фабрика по производству металлоконструкций. Сначала компания производила велосипеды, но в 1974 году она начала производить офисные стулья, а затем перешла к полному ассортименту офисной мебели. Однако в июле 2007 года фабрика сгорела дотла. В 1993 году компания Tzora открыла первую винодельню кибуца Tzora Vineyards, которая производит 80 000 бутылок вина в год, из которых 15 000 идут на экспорт. В Цоре также находится винодельня Теперберг. Компания Tzora управляет молочным заводом в партнерстве с кибуцами Цуба и Нетив-ха-Ламед-Хей. Компания Tzora Active Systems производит современные легкие инвалидные коляски..

## Известные люди
- Самсон
- Моше Хариф
- Яир Цабан
- Элиэзер Швейд

## Галерея

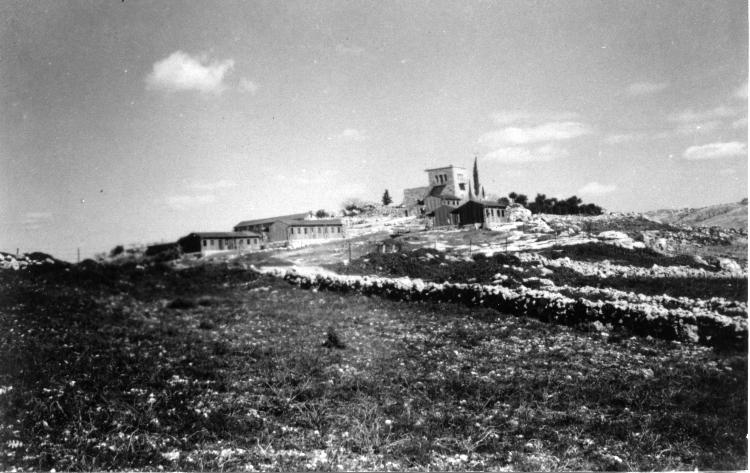
Вид на молодой кибуц с дороги на Иерусалим
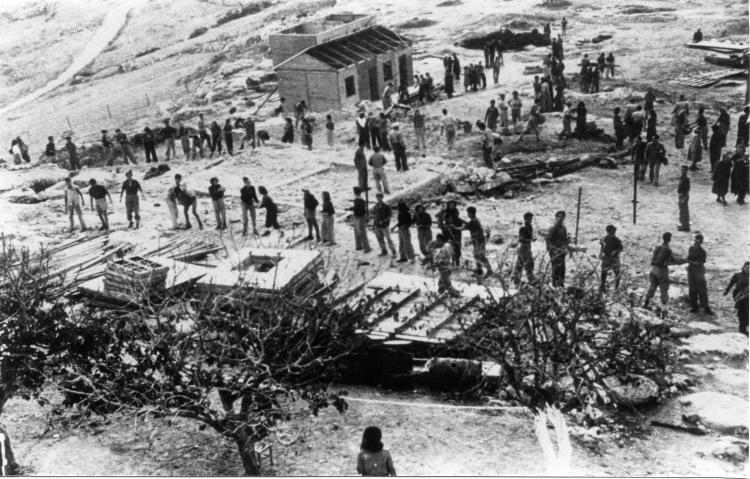
Строительство первых коттеджей, 1948 год
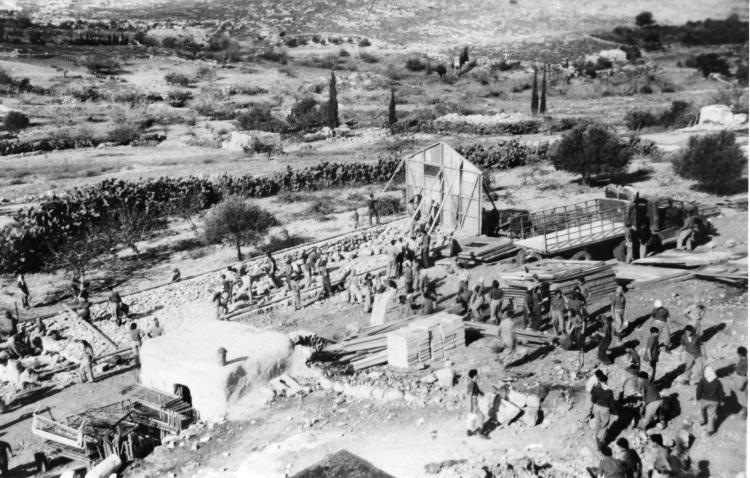
Первые здания, 1948 год
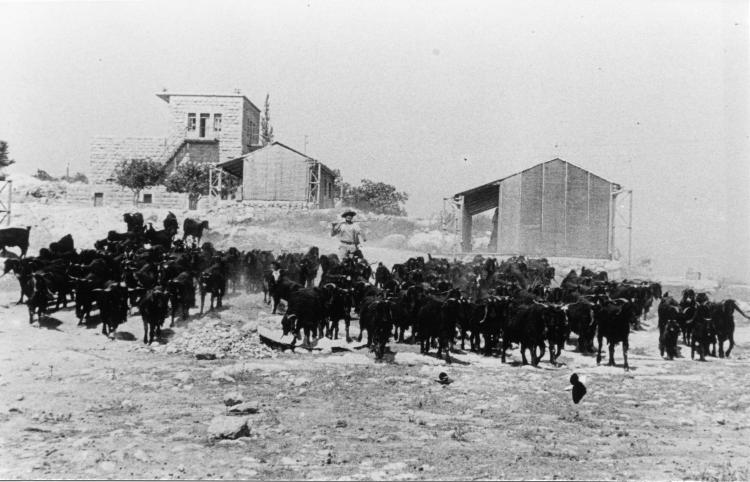
Стадо коз кибуца в первые годы его существования
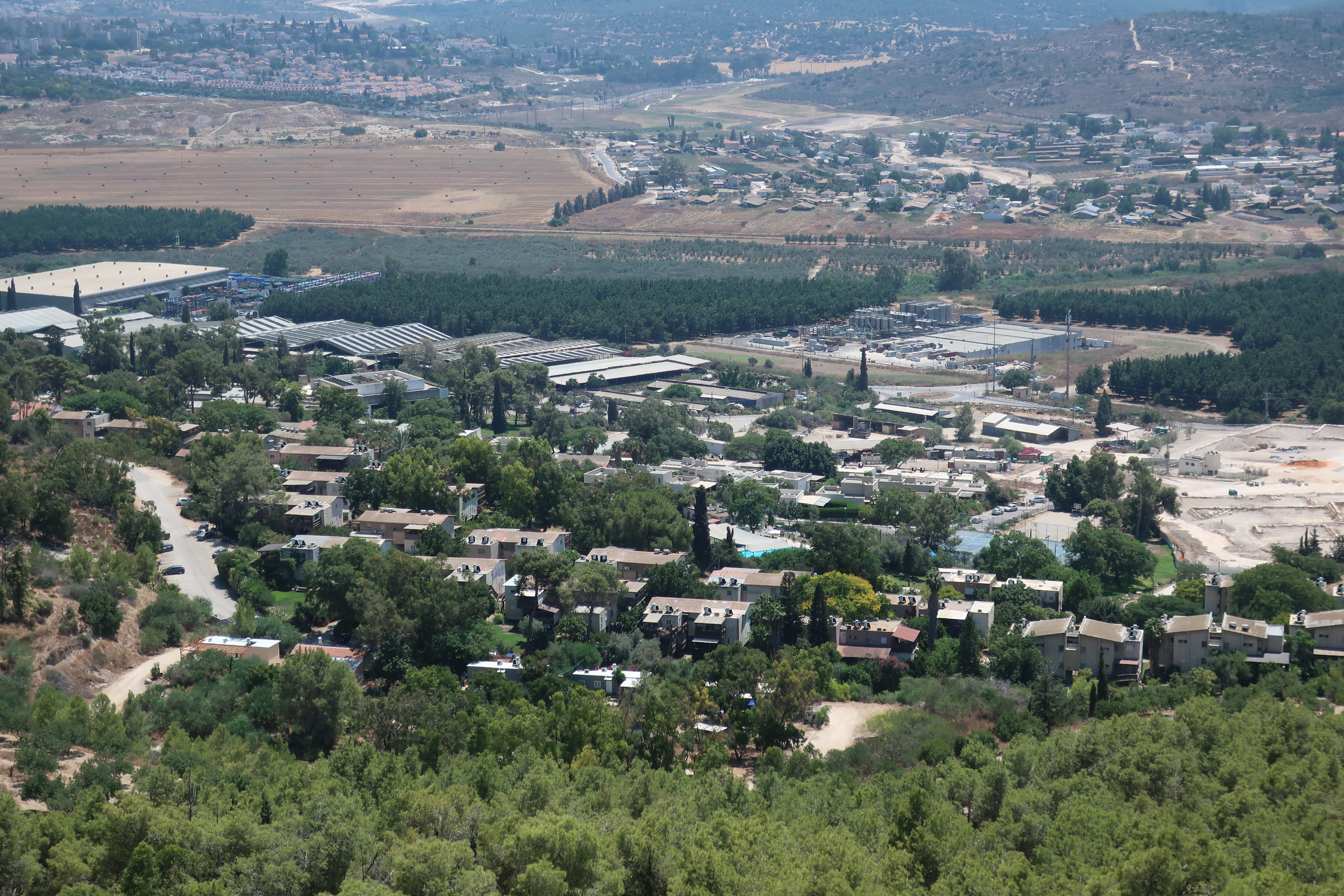
Кибуц Цора, вид из леса Цора
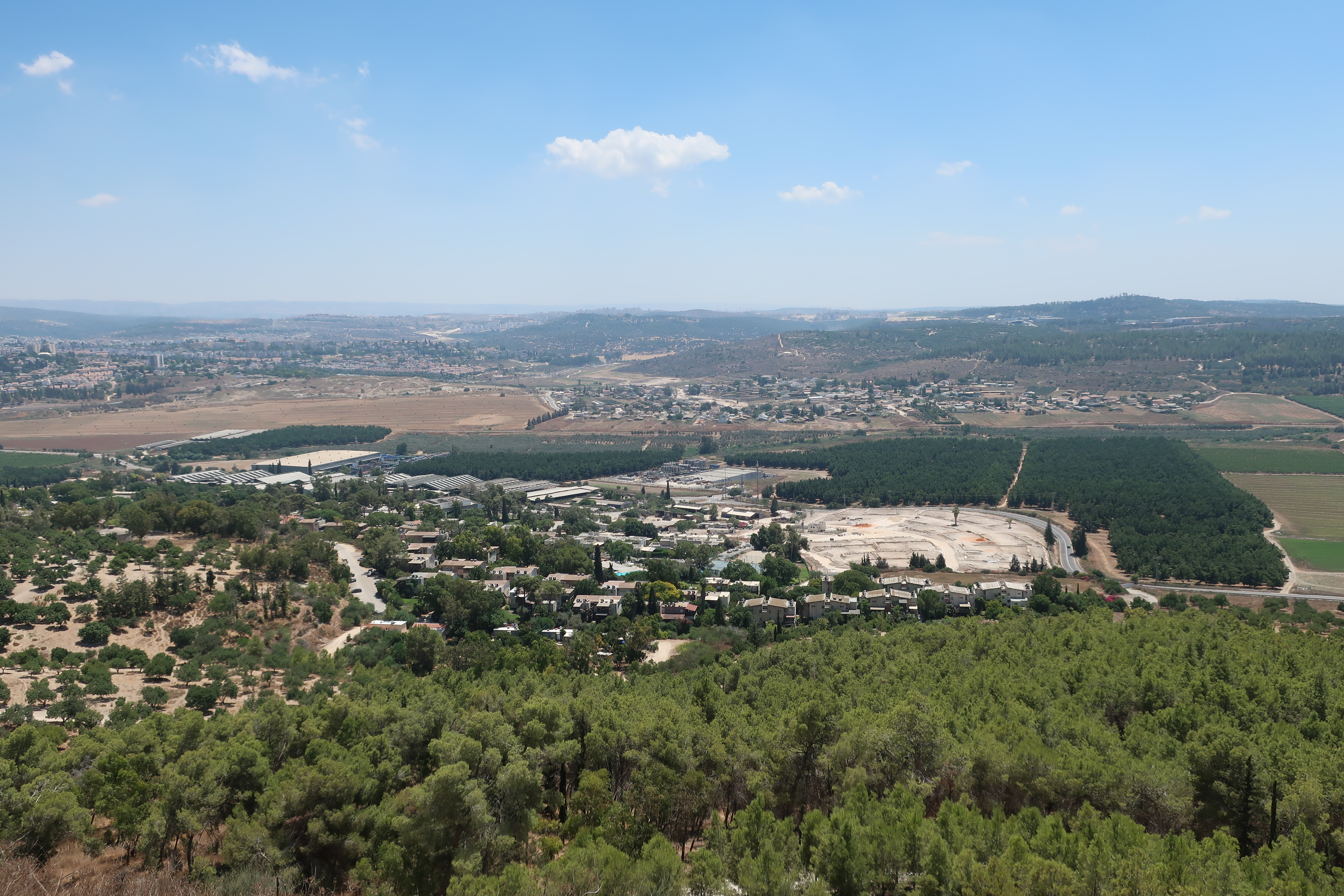
Кибуц Цора